# 1,2,4-triazol
1,2,4-triazolul este un compus heterociclic aromatic din clasa triazolilor, cu formula chimică C2H3N3. Este izomer cu 1,2,3-triazolul. Derivații săi au diverse utilizări, nucleul 1,2,4-triazolic regăsindu-se în structura moleculelor unor medicamente (de exemplu, fluconazol, alprazolam, sitagliptină, etc).

## Proprietăți
1,2,4-triazolul este un compus amfoter, fiind susceptibil reacțiilor de N-protonare și deprotonare în soluție apoasă. pKa-ul cationului 1,2,4-triazoliu (C2N3H4+) are valoarea 2,45. pKa-ul moleculei neutre are valoarea 10,26.